# Nyhamn (Sundsvall)
Nyhamn is een plaats in de gemeente Sundsvall in het landschap Medelpad en de provincie Västernorrlands län in Zweden. De plaats heeft 54 inwoners (2005) en een oppervlakte van 6 hectare. De plaats ligt op de plaats waar de rivier de Ljungan uitmondt in de Botnische Golf.